# Línguas campa
As línguas campa (kampa) ou línguas pré-andinas são um grupo de línguas aruaques faladas no Peru.

## Línguas
As línguas kampa são (Ramirez 2020: 255):
- O nomatsiguenga (7.000 pessoas): distrito de Pangoa no Departamento de Junín
- O asháninca (30.000 pessoas): rio Ene-Tambo, no baixo rio Perené e no baixo rio Apurímac
- O ashéninca (40.000 pessoas), quatro ou cinco dialetos:
  - Alto Perené: Departamento de Junín
  - Pichis: distrito de Puerto Bermúdez, Departamento de Pasco
  - Pajonalino: Gran Pajonal
  - Apurucayali (Achininca): no rio Apurucayali, um afluente do rio Pichis, distrito de Puerto Bermúdez
  - Ucayali: Departamento de Huánuco
- O kakinte (500 pessoas): os departamentos de Junín e Cusco (alto rio Poyeni)
- O matsiguenga (11.000 pessoas): entre o rio Urubamba (acima do rio Mishagua), o rio Pilcopata e a cordilheira dos Andes

## Vocabulário
Vocabulário comparativo das línguas kampa (Ramirez 2019: 752-753; 2020: 256-257):
| Número | Português         | Nomatsiguenga | Asháninca           | Ashéninca         | Matsiguenga |
| ------ | ----------------- | ------------- | ------------------- | ----------------- | ----------- |
| 1.     | cujubim           | kanari        | kanari              | kanari            | kanari      |
| 2.     | meu cujubim       | nʊ-ganari     | nʊ-janari           | nʊ-ganari         | nʊ-janari   |
| 3.     | olho              | -ʊki          | -ʊki                | -ʊʊki             | -ʊki        |
| 4.     | pupunha           | kə(i)ri       | kiri                | kiri              | kɨiri       |
| 5.     | excremento        | -tika         | -tia                | -tija / -tsija    | -tiga       |
| 6.     | ouvido            | -gemita       | -jeNpita / -jempita | -jiNpita          | -geNpita    |
| 7.     | seco              | piria         | pirihata            | piriaa(t)         | -piriata    |
| 8.     | morcego           | pihiri        | pi(h)iri            | piiri             | pihiri      |
| 9.     | terra             | kipatsi       | kipatsi             | kipatshi          | kipatsi     |
| 10.    | pena              | -biti         | -witi               | -witi             | -witi       |
| 11.    | três              | maba          | maawa               | mawa              | mawa        |
| 12.    | minha coxa        | nʊ-bari       | nʊ-wʊri             | nʊ-wʊri / nʊ-pʊri | nʊ-wʊri     |
| 13.    | casca             | -taki         | -taki               | -taki             | -taki       |
| 14.    | barba             | -sipʊtʊna     | -ʃipatʊna           | -ʃipatʊna         | -ʃipatʊna   |
| 15.    | unha              | -ʃata         | -seata-ki           | -seata-ki         | -ʃata       |
| 16.    | árvore            | aNtʃa-        | aNta-               | aNta-             | aNta-       |
| 17.    | aracuã (ave)      | marati        | marati              | ma(r)atsi         | marati      |
| 18.    | semente           | -gitsʊ        | -itsʊ-ki            | -kithʊ-ki         | -kitsʊ-ki   |
| 19.    | corda             | -tsa          | -tsa                | -tha              | -tsa        |
| 20.    | independentizador | -tsi          | -tsi                | -tshi             | -tsi        |
| 21.    | urina             | -tsine        | -tsini              | -tshini           | -tsini      |
| 22.    | lua               |               | kaʃiri              | kaʃiri            | kaʃiri      |
| 23.    | vespa             | sani          | sani                | sani / hani       | sani        |
| 24.    | quati             | kopesi        | kapeʃi              | kapeʃi            | kapeʃi      |
| 25.    | peixe             | sima          | ʃima                | ʃima              | ʃima        |
| 26.    | pequeno           | (h)ani-       | hani- / hana-       |                   | ana-        |
| 27.    | esposa            | -hina         | -hina               | -ina              | -hina       |
| 28.    | esposo            | -hime         | -hime               | -ime              | -(h)ime     |
| 29.    | rio               | -ha           | -ha                 | -a                | -a          |
| 30.    | algodão           | (ome-gi)      | -ampe-hi            | -ampi             | ampe-i      |
| 31.    | dois              | pite-         | apite               | apite             | pite-       |
| 32.    | sal               | tibi          | tiwi                | tsiwi             | tiwi        |
| 33.    | mão               | -bakʊ         | -akʊ                | -akʊ              | -akʊ        |
| 34.    | espinho           | -tsei         | -tsee-              | -tʃee             | -tsei       |
| 35.    | 1pl (inclusivo)   | -ai           | -ae                 | -ai               | -ai         |